# Anisia vanderwulpi
Anisia vanderwulpi är en tvåvingeart som beskrevs av Townsend 1892. Anisia vanderwulpi ingår i släktet Anisia och familjen parasitflugor.
Artens utbredningsområde är Jamaica. Inga underarter finns listade i Catalogue of Life.